# Episodi di Black Hole High (seconda stagione)
La seconda stagione di Black Hole High è andata in onda negli USA dal 13 settembre 2003 al 31 gennaio 2004 sui canali Discovery Kids e NBC.
| nº | Titolo originale | Titolo italiano  | Prima TV USA      | Prima TV Italia |
| -- | ---------------- | ---------------- | ----------------- | --------------- |
| 1  | Wormhole 2       | Buco Nero 2      | 13 settembre 2003 |                 |
| 2  | Pheromones       | Feromoni         | 20 settembre 2003 |                 |
| 3  | Cold             | Contaminazione   | 27 settembre 2003 |                 |
| 4  | Genome           | Genoma           | 4 ottobre 2003    |                 |
| 5  | Brainwaves       | Brainwaves       | 11 ottobre 2003   |                 |
| 6  | Chemistry        | Chimica          | 18 ottobre 2003   |                 |
| 7  | Ecosystem        | Ecosistema       | 6 dicembre 2003   |                 |
| 8  | Technology       | Tecnologia       | 13 dicembre 2003  |                 |
| 9  | Equation         | Equazione        | 3 gennaio 2004    |                 |
| 10 | Hemispheres      | Emisferi         | 10 gennaio 2004   |                 |
| 11 | Nutrition        | Dieta            | 17 gennaio 2004   |                 |
| 12 | Echolocation     | Udito speciale   | 24 gennaio 2004   |                 |
| 13 | Stopwatch        | Fermare il tempo | 31 gennaio 2004   |                 |